# La Jeune Fille et la Nuit
La Jeune Fille et la Nuit est le 16e roman de l'auteur à succès Guillaume Musso et le premier adapté à la télévision, paru en 2018 sous la forme d'un thriller sur fond de meurtre et d'histoire d'amour et d'amitiés. Traduit dans 36 langues et vendu à plus de 2 millions d'exemplaires dans le monde, il a été adapté sous forme de série télévisée de six épisodes en 2022.

## Résumé
Côte d’Azur 1992, classes préparatoires d'un lycée réputé. Une liaison secrête s'y noue entre Vinca Rockwell et son professeur de philosophie. Un soir d’hiver, en pleine tempête de neige, tous deux disparaissent. Des lettres retrouvées dans un livrexrévèlent leur amour, tout le monde croit depuis un quart de siècle que les amoureux ont simplement fui.
Thomas, le héros, devient écrivain à succès à New-York... Sans oublier son amour de jeunesse pour Vinca, il reste célibataire.
Stéphane Pianelli, un de leurs camarades, se fait remarquer à la télévision lors de l'émission "Demain les jeunes", investie par les manifestants contre le "Smic jeunes" d'Edouard Balladur, y interpellant Alain Madelin et Bernard Tapie, puis devenant journaliste, ce qui l'amènera des années après à rédiger les critiques de romans de Thomas. 
Un article de Pianelli dans  Nice Matin révèle qu'une inondation dans la cave du lycée a fait découvrir un sac en cuir avec cent mille francs et les empreintes digitales de Vinca, qui ne serait donc pas enfuie un quart de siècle plus tôt... 
Inquiet, Thomas prend l'avion pour Nice, où est prévue une réunion pour le cinquantenaire de l'établissement, éveillant les soupçons de Pianelli. Parmi les ex-lycéens curieusement intéressés par cette réunion anodine, son meilleur ami Maxime, et son ex, devenue médecin. Autrefois inséparables, ils ne se sont plus parlé depuis,.
On vient d'apprendre qu'il faut entièrement détruire le gymnase pour construire un autre bâtiment. C'est justement là qu'a été emmuré un cadavre, dissimulé depuis 25 ans... Les ex-amis du lycée ont 72 heures pour trouver une solution. Thomas découvre une étonnante photo dans le livre écrit par Stéphane sur la disparition de Vinca... la photo n'est pas celle que l'on croyait et les anciennes lettres révèlent aussi des surprises. 
Thomas et Maxime partent sur la piste, avec de précieux coups de pouce de Stéphane, car de terrifiants et mystérieux signaux les y obligent. Thomas retrouve celui qu' il était à 18 ans, bien différent et d'une autre valeur.

## Deux millions d'exemplaires vendus dans 36 langues
Paru aux Éditions Calmann-Lévy en 2018, c'est le 16e roman de Guillaume Musso, un auteur à succès. 
Le roman a été vendu à plus de 2 millions d'exemplaires dans la monde et traduit dans 36 langues et la série qui en est issue est la première adaptation télévisuelle d’une de ses œuvres. Dans un entretien à France Télévisions, il a précisé ne pas avoir écrit directement l'adaptation mais "beaucoup participé à la lecture des textes", et donné son avis "sur le choix des comédiens, sur le lieu, sur le ton, sur les images".

## Inspiration et genre littéraire
Le roman est inspiré d’un cadre de vie connu. Originaire d’Antibes sur la Côte d’Azur, Guillaume Musso intègre des paysages qui l’ont accompagné pendant son enfance.
Le roman mèle enquête policière et voyage dans le temp. Tous les acteurs de la vie de campus en 1992 ont changé, leurs parents aussi.

## Critiques
Au sein de l'ensemble des critiques publiées dans les médias, les critiques positives, au nombre de 26 ont été recensées sur le site personnel de Guillaume Musso. Parmi les critiques négatives, celle qui a concerné l'adaptation en série télévisée, diffusée à partir du 17 octobre à 21h10 sur France 2, dans Le Parisien, estimant que ce roman "rate son passage à l’écran" car les monologues du héros Thomas à chaque début d’épisode passent mal tandis que le scénario "va trop vite sans prendre le temps d’installer les personnages La conséquence est  l’intrigue est affaiblie par des "rebondissements tellement fréquents qu’on s’y perd", faisant perdre de sa crédibilité et de son intérêt au "sentiment de culpabilité" des ex-amis, "censé être au centre" de cette intrigue. Si le suspense est au rendez-vous entre les lignes lors de la lecture du roman, "celui-ci était beaucoup moins palpable à l'écran", observe en particulier le magazine Téléloisirs. Dans le livre, le suspense final est bien entretenu, au point qu'il serait "criminel de raconter la fin", estimait l'AFP, tandis que Le Point a salué "un polar divertissant et habilement mené".

## Adaptation au cinéma
Le roman La Jeune Fille et la Nuit de Guillaume Musso a été adapté en une série du même nom réalisée par Marston Bloom.

## Livre audio
Le roman a été édité au format audio.